# Chaetophora (insecte)
Cet article concerne le genre d’insectes coléoptères. Pour le genre d’algues vertes, voir Chaetophora (algue).
Genre
Chaetophora est un genre d'insectes coléoptères de la famille des Byrrhidae.

## Liste d'espèces
Selon BioLib (26 janvier 2023) :
- Chaetophora medleri Johnson, 1978
- Chaetophora milesi Matsumoto, 2021
- Chaetophora minuta (Reitter, 1884)
- Chaetophora morettoi Matsumoto, 2021
- Chaetophora russelli (Fiori, 1978)
- Chaetophora smithi Matsumoto, 2021
- Chaetophora spinosa (Rossi, 1794)